# Amandine Bourgeois
Amandine Bourgeois (* 12. června 1979 Angoulême, Charente, Francie) je francouzská zpěvačka. Je vítězka 6. ročníku Nouvelle Star (2008).
Své debutové album 20m² vydala v roce 2009 a stalo se zlatým. Následující album Sans Amour Mon Amour (2012) nahrávala v studiu Abbey Road Studios v Londýně s Amy Winehouse a zaměstnancem Plan B. Le Parisien vydal dne 22. ledna 2013 prohlášení, že by Amandine mohla reprezentovat Francii na Eurovision Song Contest 2013 v Malmö. S písní „L'Enfer Et Moi“ se ve finále umístila na 23. místě.

## Diskografie

### Alba
| Rok  | Album                                                                                                  | Nejvyšší pozice | Nejvyšší pozice | Nejvyšší pozice | Certifikace  |
| Rok  | Album                                                                                                  | FRA             | BEL             | SWI             | Certifikace  |
| ---- | --- | --------------- | --------------- | --------------- | ------------ |
| 2009 | 20 m² - Vydání: 28. květen 2009 - Vydavatel: Sony Music - Formát: CD, digitální stažení                | 5               | 8               | 22              | - FRA: Zlatá |
| 2012 | Sans amour mon amour - Vydání: 19. březen 2012 - Vydavatel: Sony Music - Formát: CD, digitální stažení | 44              | 65              | —               |              |
| 2014 | Au masculin - Vydání: 5. květen 2014 - Vydavatel: Warner Music - Formát: CD, digitální stažení         | 52              | 58              | —               |              |

### Singly
| Rok  | Titul                             | Nejvyšší pozice | Nejvyšší pozice | Album                |
| Rok  | Titul                             | FRA             | BEL             | Album                |
| ---- | --------------------------------- | --------------- | --------------- | -------------------- |
| 2009 | „L'homme de la situation“         | –               | 17              | 20 m²                |
| 2009 | „Tant de moi“                     | –               | –               | 20 m²                |
| 2012 | „Sans amour“                      | –               | 13              | Sans amour mon amour |
| 2012 | „Incognito“ (feat. Murray James)  | 161             | –               | Sans amour mon amour |
| 2012 | „Envie d'un manque des problèmes“ | –               | 26              | Sans amour mon amour |
| 2013 | „L'enfer et moi“                  | –               | –               | –                    |
| 2014 | „Ma gueule“                       | –               | –               | Au masculin          |
| 2014 | „Alors on danse“                  | –               | –               | Au masculin          |

### Featuring
| Rok  | Titul                            | Album |
| ---- | -------------------------------- | ----- |
| 2011 | „Still Loving You“ (& Scorpions) | –     |

### Jiné singly v žebříčcích
| Rok  | Titul                                     | Nejvyšší pozice | Album              |
| Rok  | Titul                                     | FRA             | Album              |
| ---- | ----------------------------------------- | --------------- | ------------------ |
| 2012 | „Au bout de mes rêves“ (& Emmanuel Moire) | 143             | Génération Goldman |